# Nuoto pinnato ai The World Games Series 2025
Le competizioni di nuoto pinnato ai The World Games Series 2025 si sono svolte dal 29 al 30 marzo 2025 a Chengdu, in Cina

## Podi

### Uomini
| Evento          | Oro                  | Argento          | Bronzo           |
| 50m apnea       | Justus Moerstedt     | Myeongjun Shin   | Niklas Lossner   |
| 50m bi-pinne    | Szymon Kropidlowski  | Aleksei Fedkin   | Artur Artamonov  |
| 100m bi-pinne   | Szymon Kropidlowski  | Aleksei Fedkin   | Kelen Cseplo     |
| 100m superficie | Tarek Hassan Elsayed | Justus Moerstedt | Myeongjun Shin   |
| 200m superficie | Nandor Kiss          | Oleksii Zakharov | Justus Moerstedt |
| 400m superficie | Nandor Kiss          | Alex Mozsar      | Oleksii Zakharov |

### Donne
| Evento          | Oro                                    | Argento        | Bronzo               |
| 50m apnea       | Diana Sliseva                          | Miri Yoon      | Yaoyao Hu            |
| 50m bi-pinne    | Valeriia Andreeva                      | Irina Gileva   | Yevheniia Tymoshenko |
| 100m bi-pinne   | Dorottya Pernyesz Yevheniia Tymoshenko | Non assegnato  | Zoe Turucz           |
| 100m superficie | Diana Sliseva                          | Uijin Seo      | Viktoriia Uvarova    |
| 200m superficie | Vlada Markina                          | Michele Rutze  | Sofiia Hrechko       |
| 400m superficie | Sofiia Hrechko                         | Anna Yakovleva | Vlada Markina        |

## Medagliere
| Posiz. | Nazione                     | Oro | Argento | Bronzo | Totale |
| ------ | --------------------------- | --- | ------- | ------ | ------ |
| -      | Atleti Individuali Neutrali | 4   | 3       | 1      | 8      |
| 1      | Ungheria                    | 3   | 1       | 2      | 6      |
| 2      | Ucraina                     | 2   | 2       | 5      | 9      |
| 3      | Polonia                     | 2   | 0       | 0      | 2      |
| 4      | Germania                    | 1   | 2       | 2      | 5      |
| 5      | Egitto                      | 1   | 0       | 0      | 1      |
| 6      | Corea del Sud               | 0   | 3       | 1      | 4      |
| 7      | Cina                        | 0   | 0       | 1      | 1      |
| Totale | Totale                      | 13  | 11      | 12     | 36     |